# 카미야 아키라
카미야 아키라(神谷 明, 1946년 9월 18일 ~)는 일본의 남자 성우로 가나가와현 요코하마 시 출신이다. 현재 사에바 상사의 대표로 있다. 원래는 아오니 프로덕션에 소속돼 있었다. 예전엔 도에이 애니메이션 작품에 많이 출연했다.

## 출연

### TV 애니메이션
- 마법의 아코짱 (치요시)
- 시골뜨기 대장 (반친구, 문하생)
- 붉은 피의 일레븐 (야시마 사스케)
- 독수리 오형제 (로미나)
- 바벨 II세 (가미야 고우이치)
- 제로 테스터 (후부키 신)
- 미라클 소녀 리미트짱 (구리모토 준)
- 황야의 소년 이사무 (와타루 이사무)
- 공수도 바보 일대 (아리아케 쇼고)
- 겟타 로보 (나가레 료마)
- 우주전함 야마토 시리즈 (가토)
- 겟타 로보 G (나가레 료마)
- 신밧드의 모험 (알리바바)
- 용자 라이딘 (히비키 아키라)
- 그랜다이저 (소년 코만도대 아인스)
- 타임보칸 (왕자, 이소치)
- 가이킹 (쓰와부키 산시로)
- 오와파 5 고담 (도카와 이치로)
- 도카벤 (사토나카 사토시)
- 내일로 어택 (후세지마 이치로)
- 메칸더 V (지미 오리온)
- 빙하전사 가이스라가 (가야)
- 제타 마르스 (아디오스)
- 혹성 로봇 당가드 A (이치몬지 타쿠마)
- 얏타맨 (사스케)
- 마법소녀 티클 (니시키자부로)
- 보물섬 (바비)
- 투장 다이모스 (류자키 가즈야)
- 하록 선장 (다이바 다다시)
- 우주전함 야마토 2 (가토 사부로)
- 원탁의 기사 (아더)
- 젠다맨 (테세우스, 타타요시)
- 우주전사 발디오스 (더글러스)
- 철인 28호 (조)
- 우주소년 아톰 (제워스)
- 타올라라 아더 백마의 왕자 (아더)
- 백수왕 고라이온 (싱클라인 황태자)
- 우루세이 야쓰라 (멘도 슈타로)
- 얏토데타맨 (미켈란젤로)
- 초시공요새 마크로스 (로이 포커)
- 근육맨 (근육 스구루)
- 나인 (야마나카 겐타로)
- 미래경찰 우라시맨 (구로우도 미즈사와)
- 은하질풍 사스라이거 (론 굿)
- 만화 일본사 (모리 란마루)
- 세기말구세주전설 북두의 권 시리즈 (겐시로)
- 오요네코 푸냥(왔다! 뚱냥이) (오요요네코)
- 꿈의 별 버튼 노즈 (칙타크본)
- 꿈차원 헌터 판도라 (구에)
- 성투사성시 (지그프리드, 알골)
- 아웃랜더스 (나오)
- 아니메 삼총사 (아토스)
- 파사대성 당가이오 (롤 크랑)
- 메종일각 (미타카 슌)
- 시티헌터 시리즈 (사에바 료)
- 공작왕 2 환영성 (닛코)
- 시간탐험대 (단단 왕자)
- 야와라! (카자마츠리 신노스케)
- 겟타 로보 Go (나가레 료마)
- 근육맨: 근육성 왕위쟁탈편 (근육 스구루)
- 슬로우 스텝 (야마자쿠라 사토루)
- 미소녀전사 세일러문 S (토모에 소이치)
- 명탐정 코난 모리 코고로 (1화 ~ 548화, 이후부터는 고야마 리키야로 변경되었다.)
- 초자 라이딘 (히비키 아키라)
- 큐티하니 플래시 (기사라기 박사)
- 만능문화묘량 (나쓰메 규사쿠)
- 지구방위가족 (다이치 마모루)
- 파사거성 G 단가이오 (아마시로 스스무/당가이오Ur)
- 타카하시 루미코 극장
- 엔젤하트 (사에바 료)
- 얏타맨 (모리 고고로)
- 루팡3세 VS 명탐정코난 모리 코고로
- 지구방위가족 (다이치 마모루)

### OVA
- 우루세이 야쓰라 (멘도 슈타로)
- 우주가족 칼빈슨 (다군)
- 우주의 전사 (즈임)
- 은하영웅전설 (바그다슈)
- 스케방 형사 (진 교이치로)
- 황금테고리 (킬로)
- 파사대성 당가이오 (롤 크랑)
- 만능문화묘량 DASH! (나쓰메 규사쿠)
- 마크로스 제로 (로이 포커)
- 명탐정 코난 시리즈 모리 코고로
- 로도스도전기 (아슈람)
- 야가미군의 가정 사정 (니시비치 아키라)
- 진(체인지!) 겟타 로보 세게 최후의 날 (나레이션)
- 쾌걸 조로리 무비(1993)(조로리)

### 극장용 애니메이션
- 그레이트 마징가 대 겟타 로보 (나가레 료마)
- 그렌다이저 겟타 로보 G 그레이트 마징가 결전! 대바다괴수 (나가레 료마)
- 우주전함 야마토 시리즈 (카토 사부로)

- 우주전함 야마토
- 우주전함 야마토 사랑의 전사들
- 야마토여 영원히
- 우주전함 야마토 완결편

- 치린의 방울 (치린)
- 지구로 (세키 레이 시로에)
- 명탐정 코난 극장판 시리즈 (모리 코고로, 이후부터는 고야마 리키야로 변경되었다.)

- 시한장치의 마천루
- 14번째의 표적
- 세기말의 마술사
- 눈동자 속의 암살자
- 천국으로의 카운트 다운
- 베이커가의 망령
- 명탐정 코난 미궁의 십자로
- 은빛 날개의 마술사
- 수평선상의 음모
- 탐정들의 진혼가
- 감벽의 관
- 전율의 악보
- 칠흑의 추적자

- 우루세이 야쓰라 시리즈 (멘도 슈타로)

- 우루세이 야쓰라 온리 유
- 우루세이 야쓰라 2 뷰티풀 드리머
- 우루세이 야쓰라 3 리멤버 마이 러브
- 우루세이 야쓰라 4 라무 더 포레버
- 우루세이 야쓰라 완결편
- 우루세이 야쓰라 언제라도 마이 달링

- 근육맨 시리즈 (근육 스구루)

- 근육맨 빼앗긴 챔피언 벨트
- 근육맨 대폭발! 정의의 초인
- 근육맨 정의의 초인 vs 고대의 초인
- 근육맨 역습! 우주의 초인
- 근육맨 나들이 차림! 정의의 초인
- 근육맨 뉴욕 위기일발
- 근육맨 정의의 초인 vs 전사 초인
- 근육맨 II세

- 초시공요새 마크로스 ~사랑, 기억하고 계십니까?~ (로이 포커)
- 11인이 있다 (다다토스 렌)
- 성투사성시 진홍 소년 전설 (아틀라스)
- 메종일각 완결편
- 시티헌터 시리즈 (사에바 료)

- 시티헌터: 사랑과 숙명의 매그넘
- 시티헌터: 베이 시티 워즈
- 시티헌터: 백만 달러의 음모
- 극장판 시티헌터: 신주쿠 프라이빗 아이즈

- 드래곤볼Z (갈릭Jr.)
- 먼바다에서온 COO (토니 보텀즈)
- 헤이세이 너구리 폼포코 (다마 사부로)
- 슬레이어스 고져스 (캘버트)
- 알라딘 (영화)(이아고)